# Maronenkrem

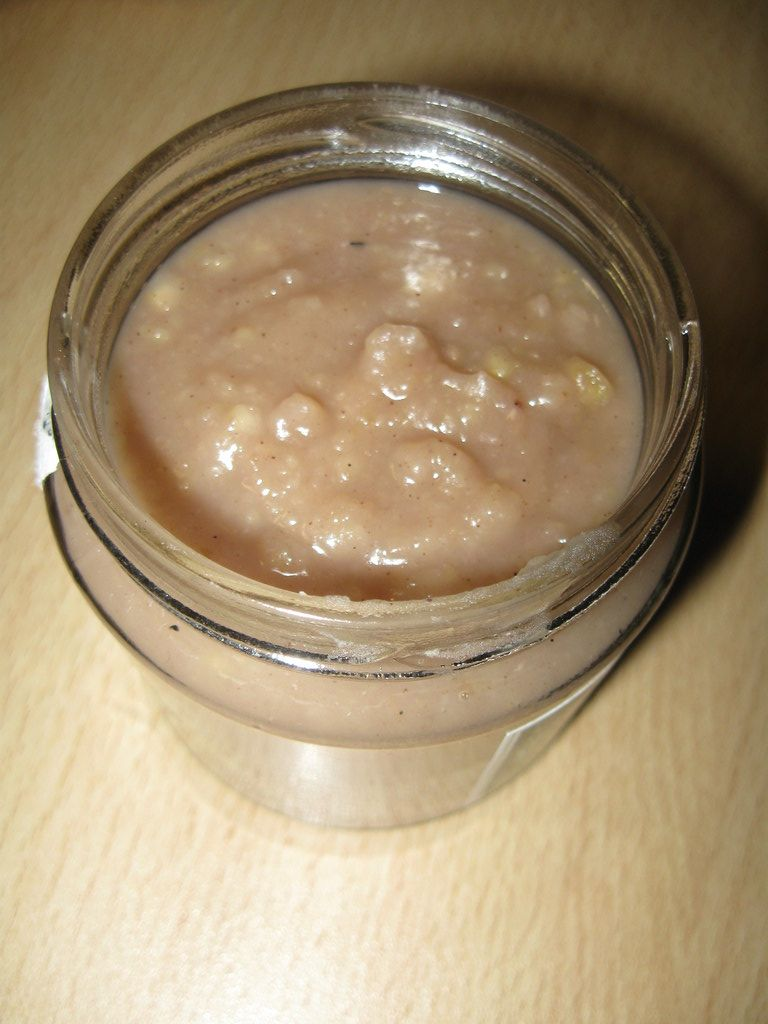
Maronenkrem

Maronenkrem ist eine Wortschöpfung der EU und gemäß der EU-Konfitürenverordnung vom 26. Oktober 1982 die notwendige Produktbezeichnung für den Verkauf der französischen Spezialität Crème de marrons aus Esskastanien und Zucker in Deutschland, die auch unter dem deutschen Namen Kastanienmus bekannt ist.
Laut Verordnung gilt, dass Maronenkrem die auf eine geeignete Konsistenz gebrachte Mischung von Wasser, Zucker und mindestens 380 g Mark von Maronen (Castanea sativa) je 1000 Gramm Enderzeugnis ist.
Allgemein ist Kastanienmus in Italien und Frankreich eine klassische Beilage zu Fleischgerichten. Es wird in ungesüßter Form auch zusammen mit Wurstbrät, Gewürzen und Gemüsen als Füllung für Geflügel benutzt, oder als Brotaufstrich serviert. Zusammen mit Sandteig und Schlagsahne bildet die gesüßte Crème de marrons auch die Grundlage für das französische Dessert Mont blanc.